# Erkilet nemzetközi repülőtér
Az Erkilet nemzetközi repülőtér (IATA: ASR, ICAO: LTAU) Törökország egyik kisebb jelentőségű nemzetközi repülőtere, amely Kayseri közelében található. Éves utasforgalma 2 281 624 fő (2022).

## Légitársaságok és úticélok
2023-ban a Erkilet nemzetközi repülőtérről az alábbi járatok indulnak:
| Légitársaság      | Célállomások |
| ----------------- | --- |
| AnadoluJet        | Ankara, Istanbul–Sabiha Gökçen |
| Corendon Airlines | Szezonális: Köln/Bonn, Düsseldorf, Hannover, Nuremberg Szezonális Charter: Tehran–Imam Khomeini                                                             |
| Pegasus Airlines  | Antalya, Düsseldorf, Istanbul–Sabiha Gökçen, Izmir, Rotterdam/The Hague, Stuttgart Szezonális: Amszterdam, Ercan                                            |
| Smartwings        | Szezonális Charter: Prága |
| SunExpress        | Antalya, Izmir Szezonális: Basel/Mulhouse, Berlin (kezdődik 2024 június 22-től), Köln/Bonn, Düsseldorf, Frankfurt, Genf, Hannover, München, Stuttgart, Bécs |
| Transavia         | Szezonális: Rotterdam/The Hague |
| TUI fly Belgium   | Liège |
| Turkish Airlines  | Istanbul |

## Futópályák
A repülőtér futópályái:
- 07/25 (3000 m, 45 m, beton)

## Forgalom
Az utasforgalom az elmúlt években az alábbi módon változott:
| Utasok száma | 765 306 | 778 639 | 940 245 | 1 329 826 | 1 725 846 | 1 725 846 | 2 147 320 | 2 326 192 | 1 161 561 | 2 281 624 |
|              | 2007    | 2009    | 2010    | 2012      | 2014      | 2015      | 2017      | 2019      | 2020      | 2022      |